# 小野一
小野 一（おの はじめ、1965年 - ）は、日本の政治学者。学位は、法学修士。工学院大学教育推進機構教授。専門は現代ドイツ政治。

## 来歴
福井県敦賀市出身。
1990年一橋大学社会学部卒。1992年北海学園大学大学院法学研究科修士課程修了（恩師：山本佐門 ）1998年に一橋大学大学院社会学研究科博士後期課程単位取得退学。1998年工学院大学工学部共通課程専任講師。2003年より工学院大学工学部助教授。2007年同准教授。2017年より現職を務める。
2023年に駒澤大学法学部非常勤講師となる。

## 著作

### 単著
- 『緑の党／運動・思想・政党の歴史』講談社〈講談社選書メチエ〉、2014年
- 『地方自治と脱原発／若狭湾の地域経済をめぐって』社会評論社、2016年

### 共著等
- 本田宏・堀江孝司（編著）『脱原発の比較政治学』法政大学出版局、2014年（一部を担当）
- 西田慎・近藤正基（編著） 『現代ドイツ政治／統一後の20年』ミネルヴァ書房、2014年（一部を担当）
- 西澤栄一郎・ 喜多川進（編著）『環境政策史／なぜいま歴史から問うのか』ミネルヴァ書房、2017年（一部を担当）
- 日本平和学会（編）『戦争と平和を考える NHKドキュメンタリー』法律文化社、2020年（一部を担当）